# خودنگاره با گردنبند خار و مرغ مگس
خودنگاره با گردنبند خار و مرغ مگس (به اسپانیایی: Autorretrato con Collar de Espinas), نقاشی رنگ و روغن روی بوم اثر فریدا کالو (۱۹۰۷–۱۹۵۴)، نقاش مکزیکی در سال ۱۹۴۰ و به ابعاد ۴۹٫۵ در ۶۳٫۵ سانتی‌متر است.
فریدا تصویر خود را با گردنبندی از خار رسم کرده است که گردنش را زخمی کرده است و مرغ مگس مرده‌ای از گردنبند آویخته شده است. مرغ مگس در نمادشناسی مکزیکی طلسمی برای خوشبختی در عشق است. همچنین مکزیکی‌ها معتقدند قهرمانان مرده به شکل این پرنده به زمین بازمی‌گردند.
به نظر می‌آید دو حیوان تیره‌رنگ همراه فریدا هیچ‌یک خوش‌آیند نباشند: گربه وحشی در کمین مرغ مگس است و میمون در حال کشیدن گردنبند که بر درد آن می‌افزاید.
میمون در مکزیک، هم نماد مرگ و هم نماد شوخ‌طبعی و سرزندگی است و در تعدادی از خودچهره‌نگاری‌های فریدا دیده می‌شود.
برگ‌هایی بسیار بزرگ پشت سر فریدا قرار دارند و دو گُل با بال‌هایی ظریف مانند سنجاقک دو طرف فریدا در پرواز هستند.
این اثر در مجموعه شَمایل‌نگاری مرکز انسان‌شناسی هاری رانسوم، دانشگاه تگزاس نگهداری می‌شود.